# USS Porter (DDG-78)
USS Porter (DDG-78) je americký torpédoborec třídy Arleigh Burke. Je dvacátou osmou postavenou jednotkou své třídy.  Postaven byl ve verzi Flight II. Jeho domovskou základnou je španělská Rota.

## Konstrukce

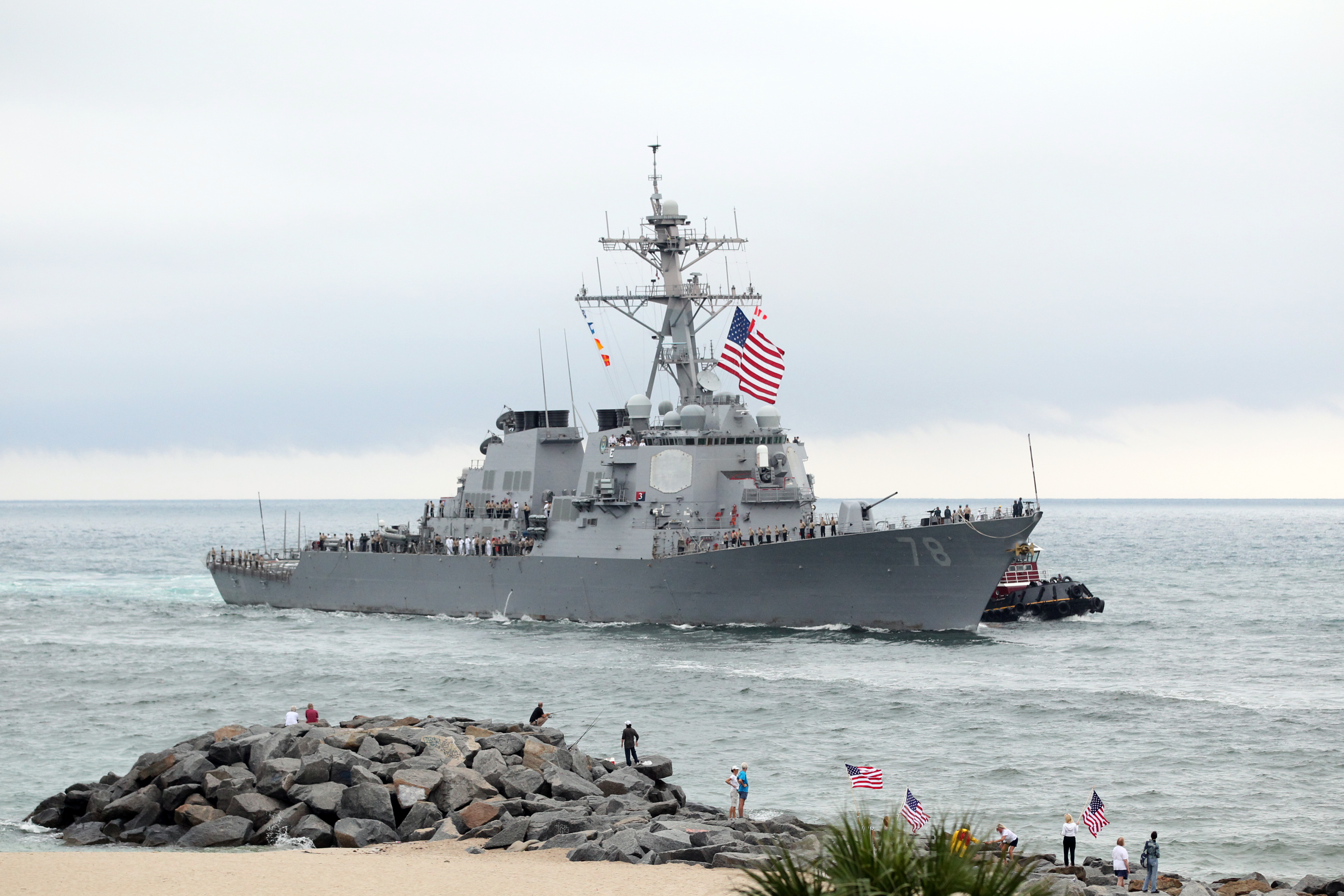
Torpédoborec USS Porter u floridského přístavu Port Everglades

Postaven byl v letech 1996–1999 loděnicí Ingalls Shipbuilding ve městě Pascagoula ve státě Mississippi. Torpédoborec byl objednán v roce 1994, dne 2. prosince 1996 byla zahájena jeho stavba, hotový trup byl spuštěn na vodu 12. listopadu 1997 a 20. března 1999 byl zařazen do služby.

## Služba

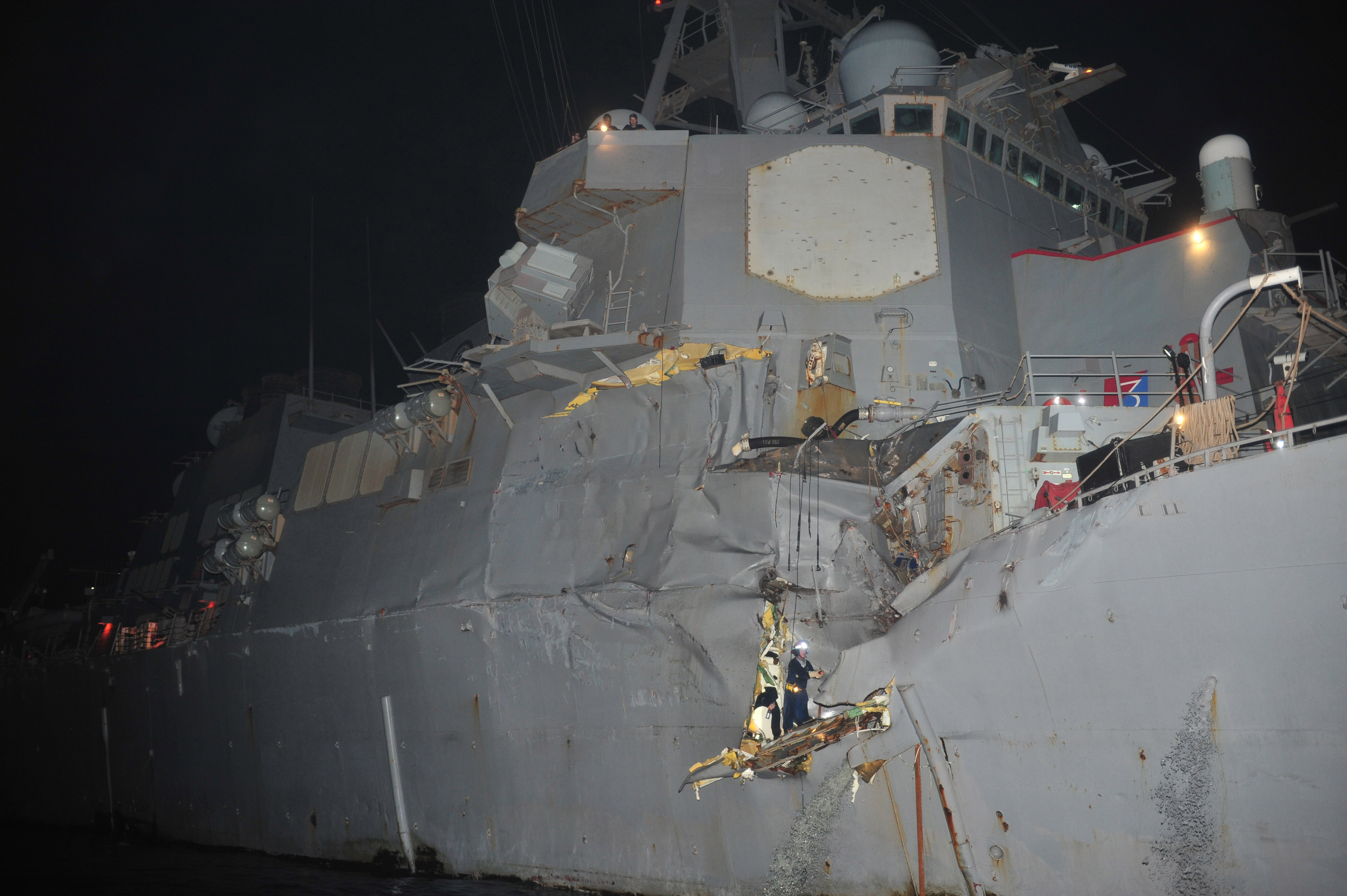
Poškození způsobené srážkou s tankerem MV Otowasan

Dne 21. března 2003 se Porter zapojil do války v Iráku. Vypálil několik střel s plochou dráhou letu Tomahawk na cíle v Iráku. Dne 12. srpna 2012 se Porter v Hormuzském průlivu srazil s panamským tankerem MV Otowasan. Nikdo nebyl zraněn. Torpédoborec utrpěl poškození trupu a nástavby na pravoboku.
Dne 7. dubna 2017 spolu s torpédoborcem USS Ross (DDG-71) vypálil 59 střel s plochou dráhou letu Tomahawk na syrskou leteckou základnu Šajrát v odvetu za chemický útok v Chán Šajchúnu údajně provedený syrskou armádou.